# Канерга (река)
Канерга — река в России, протекает по Ардатовскому району Нижегородской области. Левый приток Сармы.

## География
Река берёт начало в селе Канерга. Течёт на запад через лиственные леса. Устье реки находится в 51 км от устья реки Сармы. Высота устья — около 127 м над уровнем моря. Длина реки составляет 23 км, площадь водосборного бассейна — 123 км².

## Название
Название возводится к индоевропейским языкам, сопоставляется с корнем «канор» — «берег, край»: пограничная река с крутыми берегами. При этом также возможно и тюркское происхождение названия, так в татарском есть слово «кунарга» — «садиться [о птицах], ночевать», а в чувашском есть слово «кан» — «отдыхать» — место для отдыха.

## Данные водного реестра
По данным государственного водного реестра России относится к Окскому бассейновому округу, водохозяйственный участок реки — Мокша от водомерного поста города Темников и до устья, без реки Цна, речной подбассейн реки — Мокша. Речной бассейн реки — Ока.
Код объекта в государственном водном реестре — 09010200412110000028067.